# Погореловка (Воронежская область)
Погореловка — хутор в Подгоренском районе Воронежской области. Входит в состав Сергеевского сельского поселения.

## География
Хутор Погореловка расположен в 12 км к востоку от центра района — посёлка городского типа Подгоренский.

## Население
| 1900 | 2007 | 2009 | 2010 |
| ---- | ---- | ---- | ---- |
| 579  | ↘57  | ↘48  | ↗62  |